# Bács Kati
Bács Kati (Marosvásárhely, 1963. november 17. –) magyar színésznő, Bács Ferenc színész és Tanai Bella színésznő lánya.

## Pályája
Az erdélyi születésű színésznő 1977-ben áttelepült  Magyarországra szüleivel, Tanai Bella színésznővel és Bács Ferenc színművésszel. 1983–84-ben a Nemzeti Színház stúdiójában tanult. 1984-ben felvették a Színház- és Filmművészeti Főiskolára, de két év után abbahagyta. 1986-tól a József Attila Színházban játszott, 1987-ben Győrbe szerződött. 1988–90-ben a Népszínház tagja volt. 1990 óta szabadfoglalkozású színművész, játszott a Thália Színházban, a Józsefvárosi Színházban és a szekszárdi Magyarországi Német Színházban is.

## Színházi szerepei
- Bertolt Brecht: Koldusopera... Lucy
- Jack Popplewell: A hölgy fecseg és nyomoz
- Dosztojevszkij: A félkegyelmű
- Pártfogoltak
- Tersánszky Józsi Jenő: Kakuk Marci... Gizus
- Madách Imre: Az ember tragédiája
- Scarnicci-Tarabusi: Kaviár és lencse... Fiorella
- Koldusopera (német nyelvű előadás)
- Tamási Áron: Csalóka szivárvány... Zsuzsánna

## Filmjei
| - A vörös grófnő I-II. (1984) - A halálraítélt (1989) - Hamis a baba (1991) – Szekér Pipi - Amerikai rapszódia (2001) - Bachand, avagy gyilkosság a teniszpályán - Szerelmi sztrájk (francia) - Johanna a máglyán | - Egy gazdag hölgy szeszélye (1987) – pincérnő - Fagylalt tölcsér nélkül (1989) - Angyalbőrben (1990) - Szomszédok (1990-1992) – Gizike nővér; Laci felesége - Rózsaszín sorozat III. (1991) – Kalonike - A templomos lovagok kincse 1-15. (1992) – Ingrid - Privát kopó 1-6. (1992) - Kisváros (1995) (A Hamis pénz című részben) - Barátok közt - Szeress most! |

### Szinkronszerepei
| Filmek | Filmek                     | Filmek   | Filmek       | Filmek      |
| Év     | Cím                        | Szereplő | Színész      | Szinkron év |
| ------ | -------------------------- | -------- | ------------ | ----------- |
| 1987   | A zsákmány                 | Jaimy    | Suzanne Tara | 1989        |
| 1990   | A sátán jele               | N/A      | N/A          | 1994        |
| 1990   | Xtro 2.                    | N/A      | N/A          | 1993        |
| 1993   | Tombstone – A halott város | N/A      | N/A          | 1994        |

| Rajzfilmek | Rajzfilmek                         | Rajzfilmek               | Rajzfilmek        | Rajzfilmek  | Rajzfilmek           |
| Év         | Cím                                | Szereplő                 | Szinkronhang      | Szinkron év | Megjegyzés           |
| ---------- | ---------------------------------- | ------------------------ | ----------------- | ----------- | -------------------- |
| 1965       | Egy ember, aki Button Willből jött | Stormy                   | Barbara Jean Wong | 1990        | Magyar hangalámondás |
| 1965       | Egy ember, aki Button Willből jött | További szereplők        | N/A               | 1990        | Magyar hangalámondás |
| 1973       | A bűvös kő és a csodakút           | Maria                    | Eva-Maria Werth   | 1990        | Magyar hangalámondás |
| 1973       | A bűvös kő és a csodakút           | Marie-Lou                | Ursula Heyer      | 1990        | Magyar hangalámondás |
| 1973       | A bűvös kő és a csodakút           | Holle anyó               | Tina Eilers       | 1990        | Magyar hangalámondás |
| 1986       | Én kicsi pónim I.                  | Pónik; További szereplők | N/A               | 1991-1992   | 1. magyar szinkron   |
| 1987       | Gondos Bocsok Csodaországban       | Fürge Szív               | Eva Almos         | 1993        | Magyar szinkron      |
| 1992       | Bugri és a húsvéti nyuszik         | N/A                      | N/A               | 1995        | Magyar szinkron      |

### Egyéb munkái
Rádiójátékok, hangalámondások, szinkronszerepek, referenciafilmek

## Díjai
- NÍVÓ-díj (Tamási Áron: Csalóka szivárvány - Zsuzsánna)